# جوانا أورتيغا
جوانا أورتيغا (من مواليد 13 نوفمبر 1959، برشلونة) كانت نائبة رئيس حكومة كاتالونيا ومستشارة العلاقات الحكومية والمؤسسية من عام 2010 حتى عام 2015. كانت أيضًا نائبة في برلمان كاتالونيا من عام 2006 إلى عام 2015. أول امرأة تشغل منصب نائب الرئيس.
لديها شهادة في علم النفس من جامعة أبات أوليبا في برشلونة.
منذ عام 2006 كان أورتيغا عضوًا في البرلمان، حيث تم انتخابها كرئيسة للجنة الكاتالونية للإعلام المرئي والمسموع، وهي شركة الإذاعة والتلفزيون المملوكة للحكومة. من عام 2002 إلى عام 2003 ترأست المعهد الكتالوني للمرأة، ووكالة الحكومة الكتالونية لتعزيز المساواة بين الجنسين، والمجلس الوطني للمرأة الكتالونية وهو فرعها للمجتمع المدني. منذ عام 2010 شغلت منصب نائب رئيس الوزراء ووزيرة الشؤون الحكومية والعلاقات المؤسسية.
في السياسة المحلية كانت أورتيغا عضوًا في مجلس مدينة برشلونة من عام 1996 إلى عام 2007. خلال تلك الفترة كانت عضوًا في المجلس التنفيذي لمنطقة إيكسامبل (المنطقة التي تم بناؤها في القرن التاسع عشر والتي تضم من بين آخرين غاودي ساغرادا فاميليا) ونائب الرئيس في برو إيكسامبل، وهي شركة مملوكة للمجلس المحلي مكرسة للتجديد الحضري. عملت أيضًا كنائب رابع لرئيس مجلس مقاطعة برشلونة، والمتحدث باسم الائتلاف الحاكم في اتحاد المجالس المحلية في برشلونة وفي مجلس مقاطعة برشلونة.
مثلت أورتيغا أمام المحكمة في برشلونة في 13 أكتوبر 2015 لمواجهة اتهامات جنائية بالمساعدة في تنظيم استفتاء تقرير المصير الكتالوني لعام 2014، والذي تعتبره المحاكم الإسبانية غير قانوني. كما يواجه زملاؤها الوزيران أرتور ماس وإيرين ريجاو الاتهامات نفسها. وجرت احتجاجات عامة كبيرة في برشلونة في نفس اليوم دعما للمتهمين.
في مارس 2017 حكمت محكمة العدل العليا في كاتالونيا على أرتور ماس وجوانا أورتيغا وإيرين ريغاو بغرامات ومُنعت من مناصبها بين 18 و24 شهرًا. على الرغم من تبرئتهم من تهم اختلاس الأموال العامة، إلا أن ديوان المحاسبة كان حكم عليهم أيضًا بصفتهم مسئولي محاسبة للتحضير للاستفتاء ويطالبون بمبلغ 5.2 مليون يورو.